# پلاک آبی

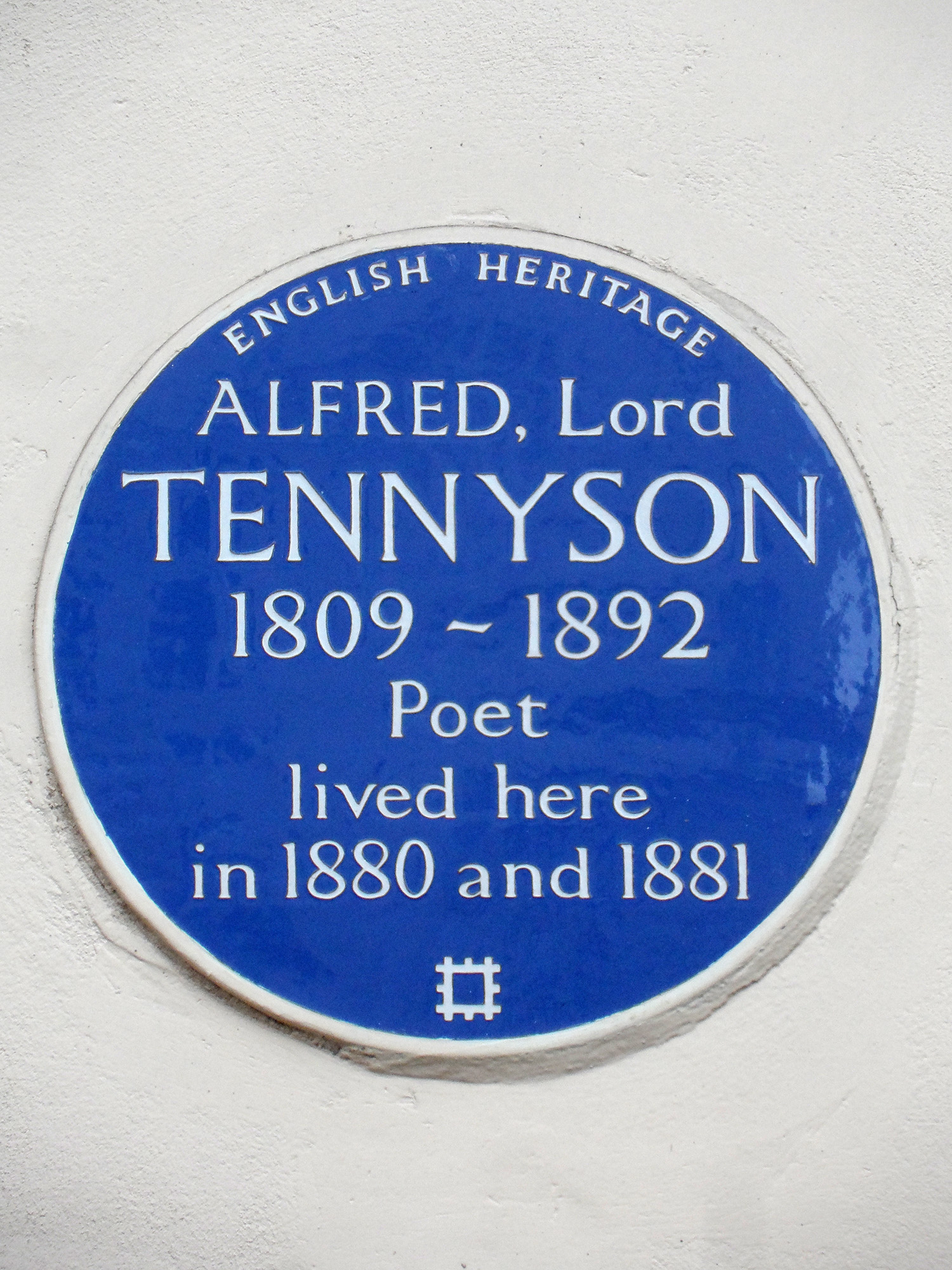
پلاک آبی میراث انگلیسی در لندن، بلگریویا، خیابان بِلگرِیو بالا، پلاک ۹، به یاد شاعر برنده جایزه، لرد تنیسون (نصب در ۱۹۹۴)

پلاک آبی یک تابلوی دائمی است که در یک مکان عمومی در بریتانیا و برخی کشورها و سرزمین‌های دیگر نصب می‌شود تا به عنوان یک نشانگر تاریخی، پیوندی بین آن مکان و یک شخص مشهور، رویداد یا ساختمان قبلی در آن مکان را به نمایش بگذارد. این واژه در انگلستان به دو معنا به کار می‌رود. یکی به‌طور محدود و خاص برای اشاره به طرح رسمی که توسط سازمان میراث انگلستان اجرا می‌شود که در حال حاضر، محدود به مکان‌های درون لندن بزرگ است و دیگری که به‌طور رسمی کمتر مورد استفاده قرار گیرد، تعدادی از طرح‌های مشابه که توسط سازمان‌های مشابه در سراسر بریتانیا اجرا می‌شوند را در بر می‌گیرد. پلاک‌های نصب‌شده در طرح‌ها، شکل‌ها، مواد و رنگ‌های گوناگونی ساخته شده‌اند؛ برخی آبی هستند، برخی دیگر نه. بااین‌حال، اصطلاح «پلاک آبی» اغلب به‌طور غیررسمی برای دربر گرفتن همهٔ این پلاک‌ها استفاده می‌شود.

## تاریخچه
طرح «رسمی» پلاک آبی، ریشه در طرحی دارد که در سال ۱۸۶۶ در لندن، به ابتکار سیاستمدار ویلیام اوارت، برای نشان‌دادن خانه‌ها و محل‌های کار افراد مشهور راه‌اندازی شد. این طرح در ادامهٔ خود، توسط انجمن هنر (۱۹۰۱–۱۸۶۶)، شورای شهرستان لندن (۱۹۶۵–۱۹۰۱)، شورای لندن بزرگ (۱۹۸۶–۱۹۶۵) و میراث انگلستان (۱۹۸۶ تا به امروز) اداره شده‌است. این طرح همچنان بر لندن متمرکز است (اکنون به عنوان لندن بزرگ تعریف می‌شود)، اگرچه بین سال‌های ۱۹۹۸ و ۲۰۰۵، با یک برنامه آزمایشی که اکنون متوقف شده، ۳۴ پلاک در شهرهای دیگر انگلستان نصب شد.
لوح‌های یادبود این‌چنینی در سرتاسر جهان وجود دارد، مانند پلاک‌هایی در پاریس، رم، اسلو، دوبلین و تهران.